# Chilacaco
Chilacaco är en ort i Mexiko.   Den ligger i kommunen Ixcatepec och delstaten Veracruz, i den sydöstra delen av landet, 230 km nordost om huvudstaden Mexico City. Chilacaco ligger 247 meter över havet och antalet invånare är 353.
Terrängen runt Chilacaco är platt åt sydväst, men åt nordost är den kuperad. Runt Chilacaco är det ganska tätbefolkat, med 80 invånare per kvadratkilometer. Närmaste större samhälle är Ixcatepec, 6,4 km norr om Chilacaco. Trakten runt Chilacaco består till största delen av jordbruksmark.